# Etah
Etah è un villaggio della Groenlandia nord-occidentale; il luogo fu scoperto nel 1818 da James Clark Ross e al tempo era abitato da 200 inuit, ma ora è abbandonato. Si trova nella Penisola di Hayes, a sud-ovest della Terra di Inglefield e a nord di Capo Alexander. Era l'insediamento più occidentale di tutta la Groenlandia, dato che Annoatok, situato approssimativamente 24 km a nord, era occupato solo stagionalmente durante la caccia. Appartiene al comune di Avannaata. Se fosse ancora abitato, Etah, situato a meno di 1300 km dal Polo Nord, sarebbe il secondo centro abitato più settentrionale del mondo, dopo Alert.